# TUBE LIVE AROUND 2009〜We're Buddy〜 LIVE & DOCUMENTARY
『TUBE LIVE AROUND 2009〜WE'RE BUDDY〜 LIVE & DOCUMENTARY』（チューブ・ライブ・アラウンド2009〜ウィーアーバディー〜 ライブアンドドキュメンタリー）は、TUBEのDVD BOX。2009年11月11日発売。

## 概要
- TUBEの2009年のLIVE AROUND 2009 We Are Buddyを収録。
- 2009年のTUBEのライブドキュメンタリーを数多く収録。

## 収録曲
1. ベストセラー・サマー〜Opening
2. Right On !〜 BOYS ON THE BEACH 〜 Don't   Make Me Blue
3. ツアードキュメント Part.1<神奈川・千葉>
4. SUMMER CITY
5. N・A・T・S・U
6. ツアードキュメント Part 2<静岡・岐阜・愛知>
7. 一気・元気・本気〜この胸のRainbow
8. ツアードキュメント Part 3<香川・静岡>
9. Promise-遠い未来-
10. ツアードキュメント Part.4 <滋賀・広島・東京>
11. -恋愛旅団-
12. OVER the TEARS
13. ツアードキュメント Part.5 <神奈川・埼玉>
14. I’m in love you,good day sunshine
15. ツアードキュメント Part.6 <群馬・新潟・福島・岩手>
16. Squall
17. ツアードキュメント Part.7 <宮城・北海道>
18. Now & Here
19. Glory Days|ツアードキュメント Part.8 <兵庫・福岡・熊本>
20. Summer Greeting
21. ツアードキュメント Part.9 <大阪>
22. 俺達ゃBuddy
23. ツアードキュメント Part.10 <大阪>|Ending

Secret Track 早口言葉 「新春シャンソンショー」